# セーブル (訓練空母)
セーブル (USS Sable, IX-81) は、アメリカ海軍の訓練用航空母艦。第二次世界大戦中、パイロット訓練に使用するため客船から改装された外輪船である。

## 艦歴

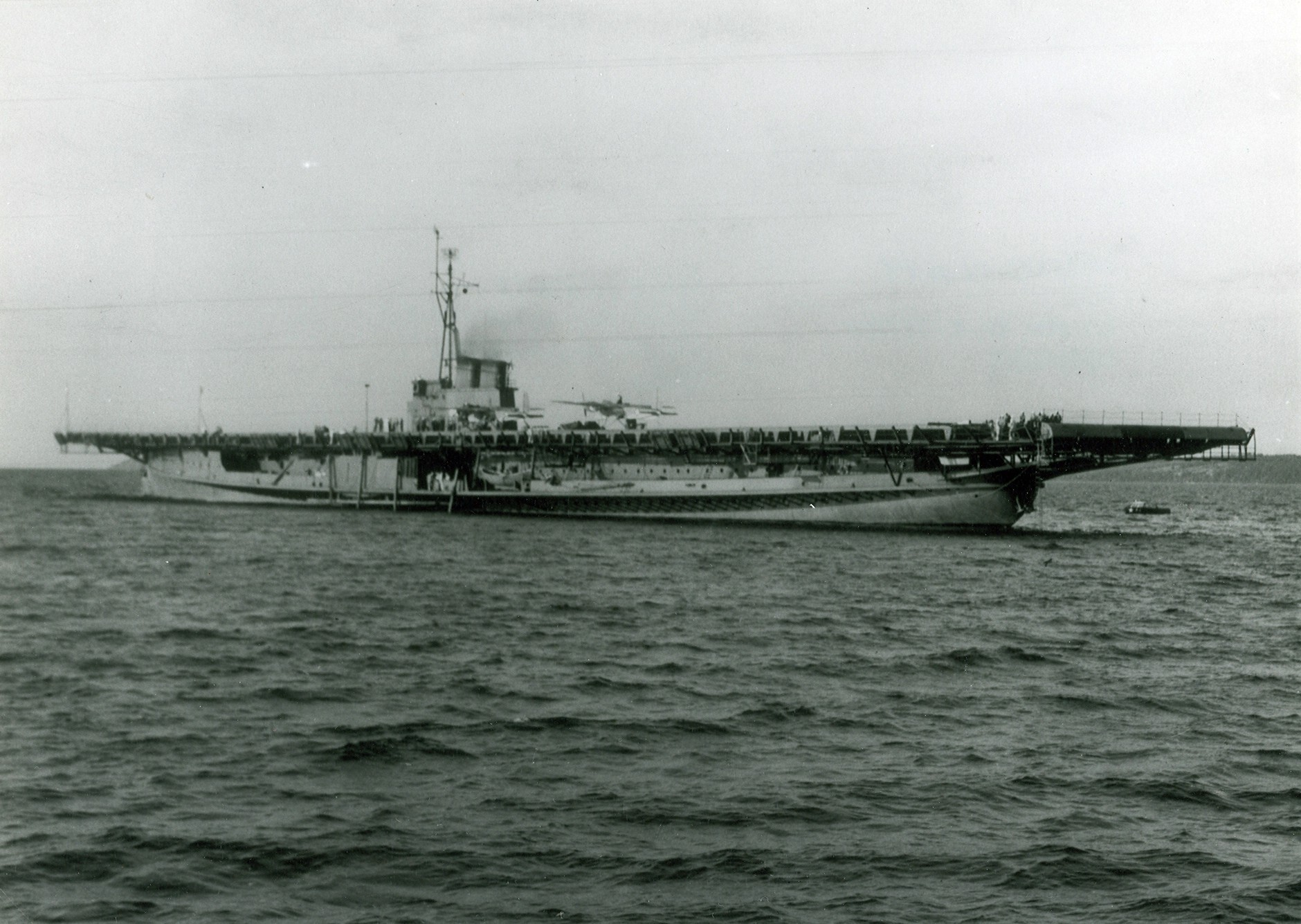
左舷から撮影されたセーブル

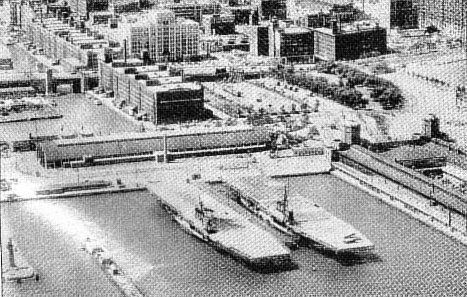
ウルヴァリンと並んだセーブル

1924年にオハイオ州ロレインのアメリカン・シップビルディング社でグレーター・バッファロー (Greater Buffalo) として建造された。1942年8月7日に戦時船舶管理局によって、ミシガン州デトロイトのデトロイト・アンド・クリーブランド・ナビゲーション・カンパニーから取得され、9月19日にセーブルと命名された。
セーブルはニューヨーク州バッファローのアメリカン・シップビルディング社エリー・プラントで改装され、1943年5月8日にウィリアム・A・スコーチ大佐の指揮の下就役した。
セーブルは姉妹艦のウルヴァリン (USS Wolverine, IX-64) と共にイリノイ州シカゴを拠点として五大湖で活動した。飛行甲板を設置したことで、セーブルは空母パイロット育成のための訓練艦として指定された。1943年6月1日に第9海軍管区に配属され空母パイロットの訓練に従事し、1945年11月7日に退役した。
ウルヴァリンとセーブルは17,820名のパイロットの訓練を行い、116,000回の着艦（セーブルは51,000回）を達成した。セーブルで訓練を経験したパイロットの中には、後に第41代アメリカ合衆国大統領となったジョージ・H・W・ブッシュも含まれる。ブッシュ元大統領はセーブルでの訓練経験を「私は冬に五大湖で開放コクピット機に乗って訓練したことをよく思い出す。私の生涯の中で最も寒い経験だった。」と語っている。
セーブルは1945年11月28日に除籍された。1948年7月7日に海事委員会によってH・H・バンチャー社に売却され、7月28日に廃棄された。